# FC 루시타노스
루시타노스는 안도라라벨랴를 연고로 하는 안도라의 축구팀이다. 1999년에 창단되었으며 창단 첫 시즌 2부 리그에서 우승하며 프리메라디비지오로 승격하였다.
프리메라디비지오에서는 2011-12 시즌 첫 우승을 차지하였다. 팀 이름과 로고, 유니폼은 팀의 포르투갈 정체성을 반영하고 있다.

## 우승 경력
- 프리메라디비지오: 2
  - 2011-12, 2012-13
- 세고나디비지오: 1
  - 1999-00